# Журавки
Жура́вки (до 1948 року села Сеї́т-Елі́, крим. Seyit Eli, та Байра́ч, крим. Bayraç) — село Феодосійського району Автономної Республіки Крим.
Орган місцевого самоврядування — Журавська сільська рада. Населення — 3 202 мешканці.

## Географія
Журавки — велике село на південному сході району в степовому Криму, на лівому березі річки Чорох-Су, висота над рівнем моря — 78 м. Найближчі села — практично примикають з півдня Тутівка, Ізобільне і Маківське і, приблизно за 2,5 км на північний схід — Новопокровка. Райцентр Кіровське — приблизно за 9 км, там же найближча залізнична станція — Кіровська (на лінії Джанкой — Феодосія).

## Археологія
Біля сіл Новопокровки й Партизанів виявлено залишки скіфського курганного могильника і двох античних поселень перших століть до нашої ери.

## Історія
Перша документальна згадка села зустрічається в Камеральному Описі Криму … 1784 року, судячи по якому, в останній період Кримського ханства  Сеїт Елі входив до Колечського кадилику Кефінського каймакамства.
Після приєднання Криму до Російської імперії 8 лютого 1784 року, село була приписане до Левкопольского повіту Таврійської області, а після ліквідації в 1787 році Левкопольського — до Феодосійського повіту. Після Павловських реформ, з 12 грудня 1796 по 1802 рік, входила в Акмечетський повіт Новоросійської губернії. За новим адміністративним поділом, після створення 8 (20) жовтня 1802 Таврійської губернии, Сеїт-Елі було включено до складу Байрачської волості Феодосійського повіту.
За даними 1805 року, у селі Сеїт Елі значилося 13 дворів і 113 жителів кримських татар. На військово-топографічній карті генерал-майора Мухіна 1817 село Сеїт Елі позначене з 35 дворами. Після реформи волосного поділу 1829 Сеїт Елі, віднесли до Учкуйської волості (перейменованої з Байрачської). Потім, мабуть, внаслідок еміграції кримських татар в Туреччину, село спорожніло і, хоча на карті 1842 Сеїт Елі позначений умовним знаком «мале село», тобто, менше 5 дворів, в «Списку населених місць Таврійської губернії за відомостями 1864 році», складеному за результатами VIII ревізії 1864 року, воно вже не записане, як не позначене і на мапах 1865—1876 років.
Лише в «Пам'ятній книзі Таврійської губернії 1889 р» , за результатами Х ревізії 1887, у Салинській волості записані 2 села разом — Асан-Бай і Сеїт Елі, у яких числилося 14 дворів та 37 жителів.
Після земської реформи 1890-х років село приписали до Владиславської волості. За  «… Пам'ятною книжкою Таврійської губернії на 1892 рік»  в селі Сеїт Елі, що не входила ні в одне сільське товариство, мешканців та домогосподарств НЕ числилось. За  «… Пам'ятною книжкою Таврійської губернії на 1902 рік»  в селі Сеїт Елі, що знаходилося в приватному володінні, біло 206 жителів, домогосподарств НЕ маючих.
За Радянської влади, за постановою Кримревкома від 8 січня 1921 була скасована волосна система і село включили до складу Старо-Кримського району. Декретом ВЦВК від 4 вересня 1924 «Про скасування деяких районів Автономної Кримської С. С. Р.» Старо-Кримський район був ліквідований і Сеїт Елі увійшов в Феодосійський район. Згідно Списку населених пунктів Кримської АРСР за Всесоюзному перепису 17 грудня 1926 , село Сеїт Елі було центром Сеїт-Елінської сільради Феодосійського району. 15 вересня 1931 Феодосійський район скасували і Сеїт Елі знову у складі Старо-Кримського, а з 1935 — Кіровського району.
Указом Президії Верховної Ради РРФСР від 21 серпня 1945 Сеїт-Елі був перейменований в Журавки і Сеїт-Елінська сільрада — в Журавську. Указом Президії Верховної Ради РРФСР від 18 травня 1948, до складу Журавок включили Байрач.
Указом Президії Верховної Ради УРСР «Про укрупнення сільських районів Кримської області», від 30 грудня 1962 Кіровський район був скасований і село приєднали до Нижньогірского. 1 січня 1965, указом Президії ВР УРСР «Про внесення змін до адміністративного районування УРСР — по Кримській області», знову включили до складу Кіровського.
До 1996 року в селі була центральна садиба колгоспу «Красний Луч».
У 1980-х роках в селі заасфальтовано вулиці (частково), прокладений водопровід (34 км), побудовано гуртожиток. На початку дев'яностих років введена в дію АТС на 500 номерів.

## Релігія
На території села діють православна церква «Віри, Надії, Любові та матері їх Софії» і мечеть Сеїт-Ели Джамісі, побудована на пожертвування жителів села.

## Населення

### Мова
Розподіл населення за рідною мовою за даними перепису 2001 року:
| Мова              | Кількість | Відсоток |
| ----------------- | --------- | -------- |
| російська         | 1452      | 45.35%   |
| кримськотатарська | 1302      | 40.66%   |
| українська        | 323       | 10.09%   |
| білоруська        | 47        | 1.45%    |
| вірменська        | 18        | 0.56%    |
| румунська         | 1         | 0.03%    |
| болгарська        | 1         | 0.03%    |
| інші/не вказали   | 58        | 1.83%    |
| Усього            | 3202      | 100%     |